# Ruta de navegació
|  | Aquest article tracta sobre el sistema informàtic. Si cerqueu el mite de Teseu i Ariadna, vegeu «Ariadna». |

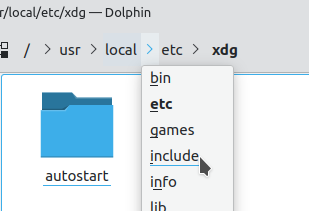
Exemple de ruta de navegació.

Una ruta de navegació (o molles de pa, en anglès breadcrumb; en francès fil d'Ariane) és un sistema d'ajuda a la navegació utilitzada en moltes interfícies gràfiques d'usuari, així com en pàgines web. Consisteix en una de text on s'indica la ruta amb el recorregut seguit per accedir al document actual. El terme francès, fil d'Ariane, prové a una evocació (de la mitologia grega) del fil que Ariadna va deixar a Teseu per tal que pogués trobar el camí de sortida del laberint del Minotaure. El terme anglès, breadcrumb, prové del conte clàssic Hansel i Gretel.
Els gestors de fitxers actuals permeten la navegació per ruta de navegació, sovint reemplaçant o estenent la barra d'adreces: GNOME Files, Dolphin i Thunar de Linux, File Explorer de Microsoft Windows i Finder de Mac OS.

## Llocs web
Les rutes de navegació normalment es troben horitzontalment a la part superior de la pàgina, sovint sota la capçalera o la barra de títol. Proporcionen enllaços a cada pàgina prèvia a través de la qual l'usuari ha navegat per arribar a la pàgina actual. Conceptualment, allò que es mostra és la jerarquia de pàgines pare de l'actual. Així, la ruta de navegació mostra el camí o ruta que ha de seguir l'usuari per tornar cap al punt d'inici de la navegació.
Normalment s'utilitza com a separador dels nivells de jerarquia el símbol major que (>), tot i que els dissenyadors poden utilitzar altres caràcters (o glifs com ;, » o |), així com altres tractaments gràfics.
Una ruta de navegació típica pot tenir el següent aspecte:
Pàgina inicial > Pàgina de secció > Pàgina de subsecció
o 
Pàgina inicial : Pàgina de secció : Pàgina de subsecció